# 絶壁〜山岳警備隊、疾走る〜
絶壁〜山岳警備隊、疾走る〜（ぜっぺき〜さんがくけいびたい、はしる〜）は、2004年にNHKデジタル衛星ハイビジョン（BShi）で放送された杉本哲太主演のテレビドラマである。同年10月2日に富山県のみで放送された後、11月6日に全国放送された。

## 概要
北アルプス・立山連峰を舞台に、妻（室井滋）の連れ子との関係に悩む山岳警備隊の小隊長と娘との不和からわが子を疎ましく思ってしまう母親（寺島しのぶ）との交流を描く。この作品では、多賀谷治・稲葉英樹・佐伯岩雄など立山ガイド協会会員や上市峰窓会などがエキストラ出演した。富山県警が協力した。

## キャスト
- 水越鷹之：杉本哲太
- 水越妙子：室井滋
- 水越雄太：角田紳太朗
- 岩谷博：伊沢勉
- 岩谷光恵：草村礼子
- 那須川葉子：寺島しのぶ
- 那須川サユリ：小池彩夢
- 勝村純也：宍戸開
- 向井啓作：本田博太郎
- 須藤大助：近藤公園
- 稲村：日野陽仁

## スタッフ
- 脚本：井上由美子
- 演出：海辺潔
- 音楽：おかもとだいすけ